# Air Boarder 64
Air Boarder 64 (エアボーダー64 Ea Bōdā 64?) es un videojuego de carreras futurista de hoverboard para la Nintendo 64 lanzado en 1998. Iba a ser lanzado bajo el nombre AirBoardin' USA en Norteamérica por ASCII Entertainment, pero fue cancelado.

## Jugabilidad
Air Boarder 64 es un juego que se parece a los juegos de skate como Tony Hawk's Pro Skater pero con un aspecto bastante diferente. En lugar de las patinetas habituales, el juego incluye patinetas flotantes.
La opción para un jugador presenta los siguientes modos:
- Lecture: el modo en el que se pueden aprender los controles y los términos que utiliza el juego.

- Street Work: el modo principal del juego. Al principio hay 4 personajes disponibles (más tarde se añadirán más), 5 escenarios y 4 tableros (con más disponibles más adelante) entre los que puedes elegir. En cada escenario tienes un límite de tiempo en el que debes realizar tantos trucos como puedas con tu tablero. También hay círculos amarillos por los que debes pasar. Cada vez que pasas por uno, el cronómetro se reinicia y, si los pasas todos, el juego termina sin importar cuánto tiempo quede. Cuando el juego termina, obtienes un rango en función de los puntos que hayas acumulado y, si el rango es lo suficientemente alto, se desbloquea un nivel de dificultad superior (con un total de 3 niveles de dificultad por escenario).

- Time Attack: debes atravesar todos los círculos de colores en un orden determinado y en el menor tiempo posible. Los puntos donde se encuentran los círculos se pueden ver en un mapa que aparece en pantalla.

- Coin: modo en el que deberás conseguir todas las monedas que se encuentran dispersas en el escenario dentro del límite de tiempo.

- Free Run: este modo está libre de desafíos (sin límite de tiempo ni puntos) y sirve principalmente como un medio para familiarizarte con las etapas.

La opción para dos jugadores incluye los siguientes modos:
- Vs. Race: carrera en la que gana el que pasa por todos los círculos amarillos en el orden especificado.

- Vs. Coin: modo en el que gana el jugador que consigue todas las monedas o tiene más cuando se acaba el tiempo.